# Station Amagne-Lucquy
Station is een spoorwegstation in de Franse gemeente Lucquy.

## Treindienst
| Serie      | Treinsoort | Route                                                                        | Bijzonderheden                              |
| ---------- | ---------- | ---------------------------------------------------------------------------- | ------------------------------------------- |
| TER 838200 | TER (SNCF) | Reims – Amagne-Lucquy – Charleville-Mézières – Sedan – Thionville            |                                             |
| TER 838300 | TER (SNCF) | Reims – Amagne-Lucquy – Charleville-Mézières – Sedan – Thionville            | Een trein Charleville-Mézières - Thionville |
| TER 838400 | TER (SNCF) | Reims – Amagne-Lucquy – Charleville-Mézières – Sedan                         |                                             |
| TER 840800 | TER (SNCF) | Champagne-Ardenne TGV – Reims – Amagne-Lucquy – Charleville-Mézières – Sedan |                                             |